# Jaskinia Ślimacza
Jaskinia Ślimacza – jaskinia w Dolinie Kościeliskiej w Tatrach Zachodnich. Wejście do niej położone jest w północnym zboczu Kominiarskiego Wierchu, ponad żlebem Żeleźniak, w pobliżu dolnego otworu jaskini Bańdzioch Kominiarski, na wysokości 1490 metrów n.p.m. Długość jaskini wynosi 16 metrów, a jej deniwelacja 8 metrów.

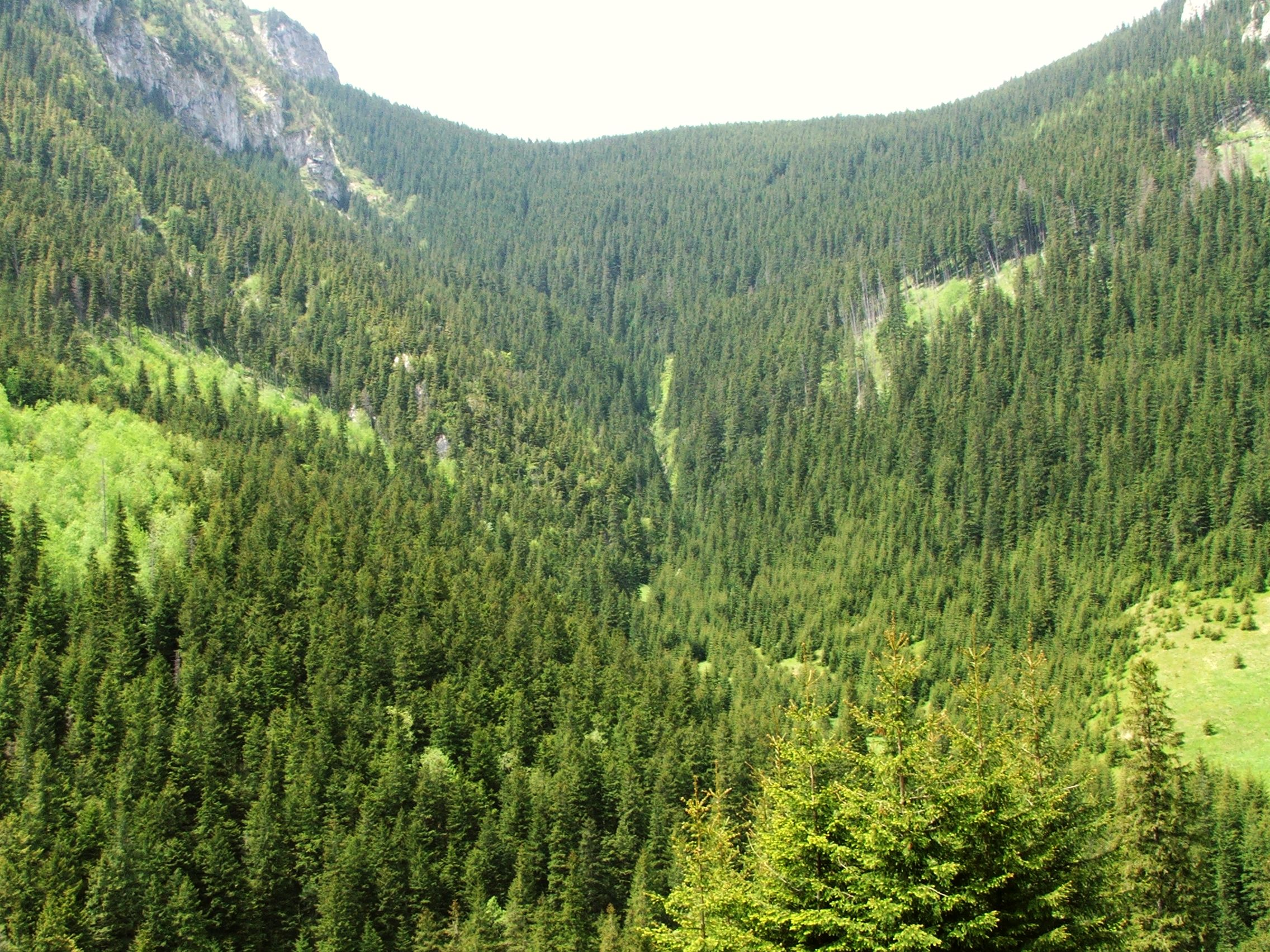
Żleb Żeleźniak. Widok z Hali Pisanej

## Opis jaskini
Jaskinię stanowi idący w dół korytarz zaczynający się w szczelinowym otworze wejściowym, a kończący namuliskiem.

## Przyroda
W jaskini można spotkać nacieki grzybkowe i polewy naciekowe. Ściany są mokre, brak jest na nich roślinności.

## Historia odkryć
Jaskinię odkryli A. Duczmal i J. Nickowski z AKT Poznań w 1967 roku.